# Список умерших в 1204 году
В этой статье представлен список известных людей, умерших в 1204 году.
См. также: Категория:Умершие в 1204 году

## Январь
- 1 января — Хакон III — король Норвегии (1202—1204)
- 15 января — Джеральд Фиц-Морис — первый лорд Оффали, основатель ветви Фицджеральдов из Килдэйра, баронов (с 1316 года графов) Килдэйра, с 1766 года герцогов Лейнстер.
- 28 января — Исаак II Ангел — византийский император (1185—1195, 1202—1204), основатель династии Ангелов

## Февраль
- 8 февраля
  - Алексей IV Ангел — византийский император (1203—1204), свергнут с престола и убит.
  - Николай Канава — византийский император, убит (1204)
- 15 февраля — Синджон (59) — правитель Корё (1197—1204).
- 23 февраля — Кристина, вторая жена князя Силезии Болеслава I Долговязого, основателя вроцлавской ветви силезских Пястов.

## Апрель
- 1 апреля — Алиенора Аквитанская — герцогиня Аквитании (1137—1204) (передала Аквитанию Англии), графиня Пуатье (1137—1152), королева-консорт Франции (1137—1152), как жена Людовика VII, королева-консорт Англии (1154—1189), как жена Генриха II Плантагенета, участница третьего крестового похода, «бабушка средневековой Европы».

## Май
- 7 мая или 9 мая — Агнесса фон Гогенштауфен[англ.] — пфальцграфиня-консорт Рейнская (1195—1204), жена Генриха V
- Одо II де Шамплит — один из лидеров четвёртого крестового похода

## Август
- 9 августа — Мария Шампанская, графиня-консорт Фландрии (1194—1204), первая императрица-консорт Латинской империи (1204), жена Балдуина I Фландрского
- 12 августа:
  - Бертольд IV — герцог Меранский (1188?—1204), граф Андекса (1180—1204), маркграф Истрии (1188—1204), участник третьего крестового похода;
  - Гутторм I Сигурдссон — король Норвегии (1204).
- 14 августа — Минамото-но Ёрииэ — второй сёгун Камакурского сёгуната (1202—1203) и старший сын Минамото-но Ёритомо, основателя Камакурского сёгуната, убит

## Сентябрь
- 11 сентября — Годфри де Лучи[англ.] — епископ Уинчестера (1189—1204)

## Октябрь
- 21 октября — Роберт де Бомон, 4-й граф Лестер — граф Лестер (1190—1204)

## Ноябрь
- 28 ноября — Гиг III де Форе — граф Форе (1199—1204)

## Декабрь
- 13 декабря — Маймонид — выдающийся еврейский философ и богослов — талмудист, раввин, врач и разносторонний учёный своей эпохи, кодификатор законов Торы. Духовный руководитель религиозного еврейства как своего поколения, так и последующих веков.
- 22 декабря — Фудзивара-но Тосинари — выдающийся японский поэт.

## Дата неизвестна или требует уточнения
- Абу аль-Аббас ас-Сабти[англ.] — один из «семи святых Марракеша»
- Ал-Битруджи — арабский астроном
- Алан Фиц-Уолтер — лорд-стюард Шотландии (1177—1204).
- Алтан-отчигин, младший сын Хутулы, предпоследнего хана Хамаг Монгол улуса.
- Бернардо, кардинал-священник Сан-Пьетро-ин-Винколи (1193—1204).
- Гуго II де Сент-Омер — титулярный князь Галилеи (1187—1204)
- Доннхад II — граф Файф (1154—1204)
- Жан о Белль-Мен[англ.] — епископ Пуатье (1162—1181), архиепископ Лиона (1181—1193).
- Жоффруа V де Жуанвиль, французский аристократ, сеньор де Жуанвиль (1190—1204), наследный сенешаль графства Шампань; участник третьего (1189—1190) и четвёртого (1202—1204) крестовых походов.
- Ибн аль-Ясмин[англ.] — марокканский математик и поэт
- Имре — король Венгрии (1196—1204)
- Исфрид[англ.] — епископ Ратцебурга (1179—1180), первый князь-епископ Ратцебурга	(1180—1204), святой римско-католической церкви.
- Кулин — бан Боснии (1180—1204), вассал Византии, затем Венгрии, возможный основатель боснийского государства
- Мирошка Несдинич — новгородский посадник (1189—1204).
- Михаил Глика, византийский грамматик, историк, богослов, математик, астроном и поэт.
- Нивелон д’Аррас[англ.] — маршал Франции (1202)
- Олег Святославич — князь лопасненский (1176), вирский (1185), стародубский (с 1190), возможно княжил в Новгороде-Северском в 1198—1202 годах и в Чернигове в 1202—1204 годах.
- Пеллегрино II[англ.] — патриарх Аквилеи (1195—1204)
- Роберт II де Бомон — последний граф де Мёлан (1166—1204) до присоединения к домену королей Франции
- Рукн ад-дин Сулейман-шах — Султан Рума {1196—1204)
- Сеффрид II[англ.] — епископ Чичестера (1180—1204).
- Таян-хан, найманский хан.
- Угрин Чак, венгерский церковный деятель, епископ Дьёра (1188—1204), архиепископ Эстергома (1204).
- ал-Малик ал-Адил Джалал ад-Дунийа ва-д-Дин Фарибурз ибн Афридун — ширваншах из династии Кесранидов (1200—1204)
- Фаррухзад ибн Минучихр — ширваншах из династии Кесранидов (1204).
- Хучар, двоюродный брат Чингисхана.
- Элеонора Савойская — дочь графа Гумберта III Савойского из Савойского дома, маркграфиня-консорт Монферрато (1197—1204), жена Бонифация I Монферратского